# Ivo de Bruin
Ivo de Bruin (Uithoorn, 7 maart 1986) is een Nederlands bobsleeër.
De Bruin is sinds 2008 actief in het bobsleeën als piloot. In 2014 kwam hij uit namens Canada. Zijn pogingen om zich te kwalificeren voor de Olympische Winterspelen 2014 en 2018 mislukten. Ondanks dat hij niet geheel aan de eisen van NOC*NSF voldeed, werd hij alsnog aangewezen voor deelname aan de Olympische Winterspelen 2022 in de twee- en viermansbob (respectievelijk 23e en 26e). Hij is gehuwd met Christine de Bruin-Bushie die namens Canada in de tweevrouwsbob deelnam aan de Olympische Winterspelen 2018 en eveneens in 2022 deelnam en brons won op de monobob.